# Nothafenrecht
Das Nothafenrecht ist ein Teil des Völkergewohnheitsrechts, das den Anspruch des Flaggenstaates eines in Seenot geratenen Schiffes auf Zugang zu einem fremden Hafen oder Liegeplatz und gewisse Einschränkungen der Legislativ- und Exekutivgewalt des Küstenstaates und auf sonstige Hilfeleistungen begründet.

## Seenot als Ausnahmezustand
Seenot liegt vor, wenn aus Sicht des Kapitäns bei pflichtgemäßer Ermessensausübung eine unüberwindliche und zwingende Notlage mit Gefahr für Schiff, Ladung oder darauf befindliche Menschen besteht. Dabei ist die Ursache unerheblich. Auch von der Besatzung verursachte oder verschuldete Notlagen stellen tatbestandlich eine Seenot dar. Diese ist ein Unterfall der Rechtsprinzipien des Notstands (distress) bei Lebensgefahr und der Notwendigkeit (necessity) bei sonstigen Gefahren, wenn zu ihrer Behebung Rechtsgüter Dritter beeinträchtigt werden. Ein Nothafen (auch Schutzhafen, englisch port of refuge) ist ein Schiffsliegeplatz für ein in Seenot befindliches Schiff. Ein solcher Notliegeplatz kann auch ein inneres Gewässer, eine vorgelagerte Reede oder ein anderer geschützter Ankerplatz sein. Deshalb wird im Rahmen der EU und der internationalen Schifffahrtsorganisation IMO von Notliegeplätzen (places of refuge) gesprochen.

## Geschichte

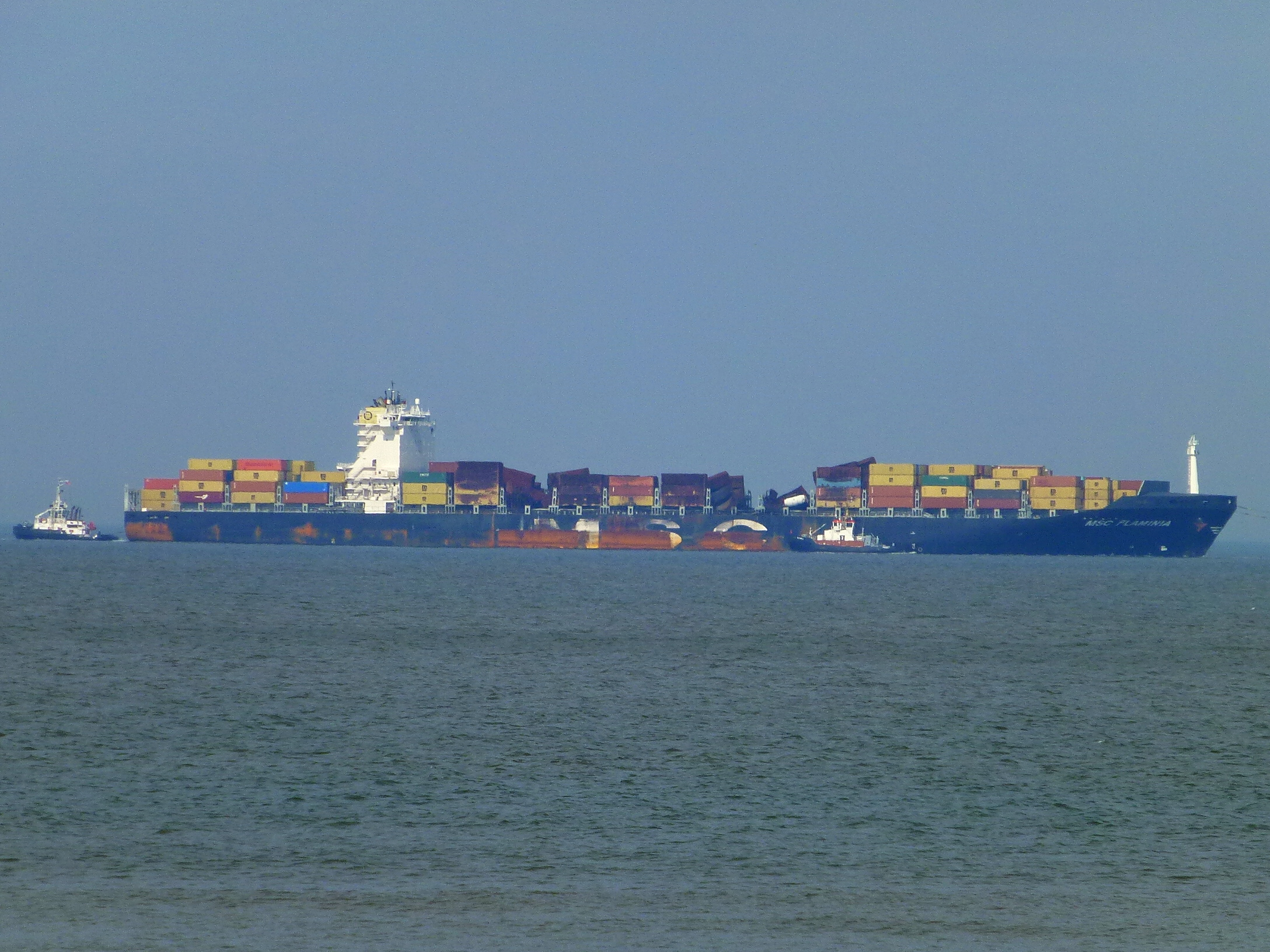
MSC Flaminia wird von Schleppern nach Wilhelmshaven gebracht, 9. September 2012

Häfen sind Hoheitsgebiete des jeweiligen Küstenstaates und konnten daher schon immer mit Ein- und Auslaufbeschränkungen oder -verboten belegt werden.
Häfen in Notfällen anlaufen zu dürfen, ohne vorher um Erlaubnis zu fragen, ist ein historisches Recht, das bereits existierte, als die ersten Segelschiffe in internationalen Gewässern verkehrten. Nur in Häfen oder Küstennähe kann das Schiff ausgebessert und versorgt werden und ist nicht den Naturgewalten der hohen See ausgeliefert. Das Nothafenrecht beruht auf dem Ausnahmezustand von Notstand (Gefahr für das Leben) oder Notwendigkeit (sonstige Gefahren) bei Seenot, das dem Kapitän des Schiffes das Anlaufen eines geeigneten Hafens ermöglicht. Seenot liegt dabei vor, wenn aus Sicht des Kapitäns bei pflichtgemäßer Ermessensausübung eine unüberwindliche und zwingende Notlage mit Gefahr für Schiff, Ladung oder darauf befindliche Menschen besteht. Der Ausnahmetatbestand beschränkt die souveräne Entscheidungsfreiheit des betroffenen Küsten- oder Hafenstaates zum Zugang fremder Schiffe in seine Hoheitsgewässer und die Legislativ- und Exekutivgewalt über in Seenot eingelaufene fremde Schiffe.
Aus dem 18., 19. und frühen 20. Jahrhundert ist kein Fall bekannt, in dem einem Schiff in Seenot die Hafeneinfahrt verweigert worden wäre. Im Fall der Notwendigkeitsseenot, wenn also keine Menschenleben auf dem Schiff gefährdet sind, besteht ein Ermessensspielraum für den Küstenstaat. Alternative Hilfsmaßnahmen wie Leichterung auf See aber auch Abwehrmaßnahmen wegen der Gefahr von Umweltschäden, Seuchenausbreitung, radioaktiver Kontaminierung usw. liegen dabei im Ermessenspielraum des Küstenstaates. Bei einer Notstandsseenot (Gefährdung von Leben auf dem Schiff) kann vom Küstenstaat nur eine gleichwertige Gefahr, also eine Gefährdung von Menschenleben im Hafenstaat, entgegen gehalten werden.
Um die Jahrtausendwende kam es zu mehreren spektakulären Seenotfällen, bei denen der Nothafenzugang in Abwägung mit der Gefährdung des Küstenstaates jeweils verweigert wurde. Die havarierten Schiffe waren Pallas (1998 Umweltschäden im Wattenmeer), Erika (1999 Tankerhavarie in der Bretagne), Castor (2000 Tankerhavarie vor Spanien), Tampa (2001 vor Australien) und Prestige (2002 Tankerhavarie vor Spanien) mit teilweise verheerenden Umweltschäden.
2003 verabschiedete die Internationale Seeschifffahrts-Organisation (IMO) daraufhin Richtlinien für den Umgang von Nothäfen („Places of Refuge“) mit Schiffen, die Hilfe benötigen. Der Umgang mit Schiffen in Seenot, bei denen Menschenleben in Gefahr sind, ist im SAR-Übereinkommen geregelt. Wenn ein Schiff Unterstützung benötigt, aber keine Menschenleben in Gefahr sind, greift die IMO-Richtlinie für Nothäfen. Besonderes Augenmerk legt die Richtlinie auf den Umgang mit umweltgefährdenden Notlagen wie lecken Tankern, auch eine Folge der Fälle Erika (1999), Castor (2000) und Prestige (2002). Die Europäische Union setzte die IMO-Richtlinie im europäischen Recht 2009 mit dem ERIKA-III-Paket um.
Nachdem in 2012 die havarierten MSC Flaminia und die MT Stolt Valor aufgrund befürchteter Umweltschäden wochenlang keine Notliegeplätze anlaufen durften, erarbeitete die EU mit der European Maritime Safety Agency (EMSA) bis 2016 neue operative Richtlinien.

## Deutschland
Das Nothafenrecht ist im deutschen Recht anerkannt. Seit dem Jahr 2005 ist gesetzlich festgelegt, dass der Leiter des Havariekommandos bei Streitigkeiten bezüglich der Zuweisung eines Notliegeplatzes eine Entscheidung fällt, die von allen beteiligten Seiten angenommen und umgesetzt werden muss. Dazu stehen ihm für seine Entscheidung 40 Notliegeplätze (Ankerplätze und Häfen) zur Verfügung.

## Italien
Für internationale Aufmerksamkeit sorgte im Juni und Juli 2019 der Rettungseinsatz der Sea-Watch 3, bei dem 53 Menschen vor der Küste von Libyen gerettet wurden. Der von libyschen Behörden angebotene Hafen in Tripolis kam ebenso wie andere libysche Häfen für die Aktivisten aufgrund der dortigen Menschenrechtslage nicht in Betracht. Man entschied sich, das italienische Lampedusa anzufahren. Italien untersagte es der Sea-Watch 3, seine Hoheitsgewässer zu befahren. Dieses Verbot befolgte die Kapitänin des Schiffs, Carola Rackete für etwa zwei Wochen, während derer ihr von der italienischen Regierung medizinische Unterstützung, einschließlich medizinisch bedingter Evakuierungen zugestanden wurde. Dann missachtete sie das Verbot mit dem Verweis, es liege auf dem Schiff eine akute Notlage vor und der Hafen von Lampedusa sei der nächstgelegene Nothafen. Daraufhin entbrannte ein Streit, inwieweit Italien das Manöver der Sea-Watch 3 zu dulden hatte. Nachdem Rackete zunächst verhaftet und unter Hausarrest gestellt worden war, entschied am 3. Juli 2019 eine Ermittlungsrichterin, Rackete habe in Erfüllung einer Pflicht gehandelt und sei deswegen freizulassen.